# Codex Aureus

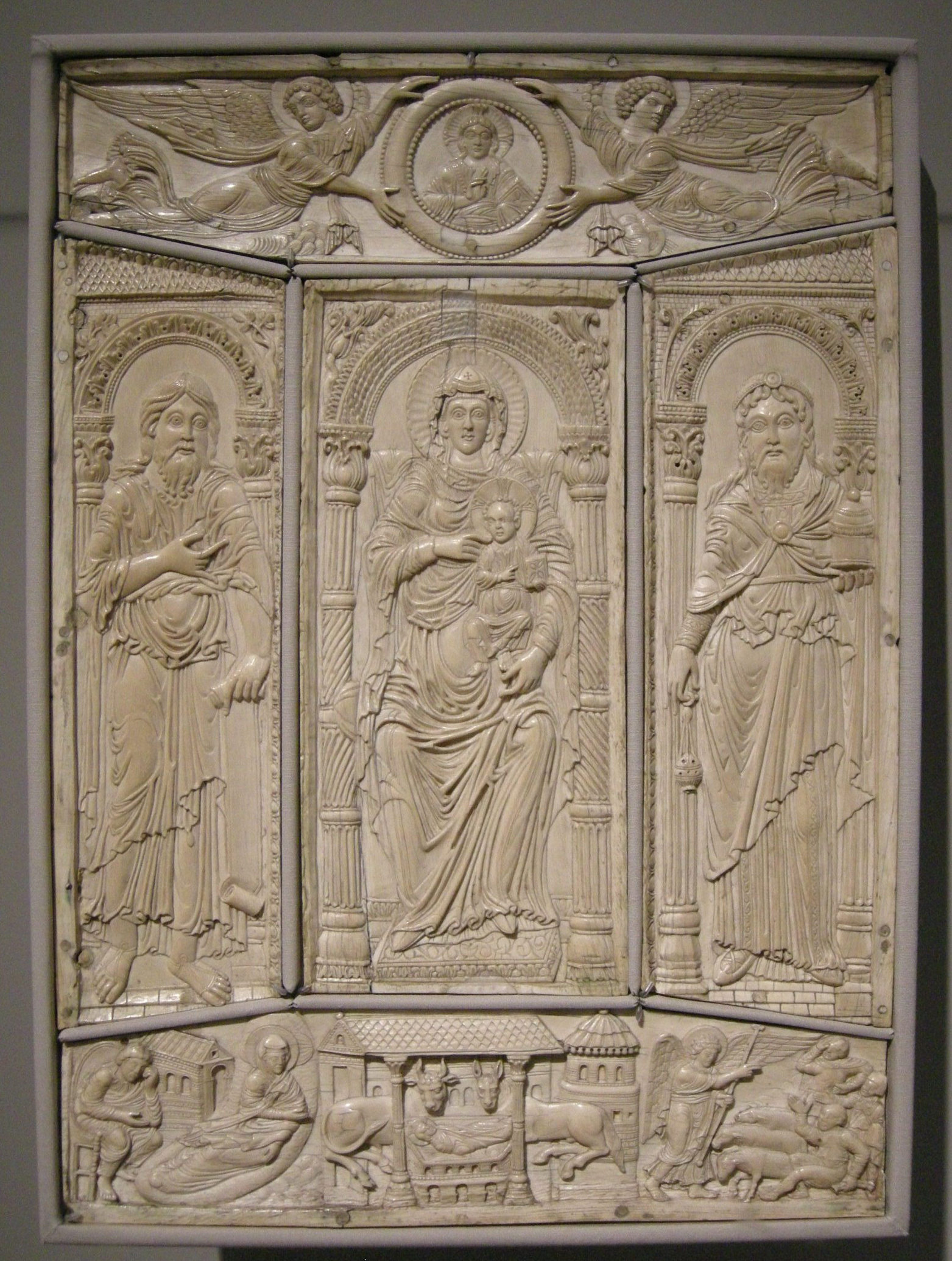
A kódex felső fedele, Victoria and Albert Museum, London, Anglia. A kódex alsó és felső fedele elefántcsontból készült ötrészes dombormű rézkeretben

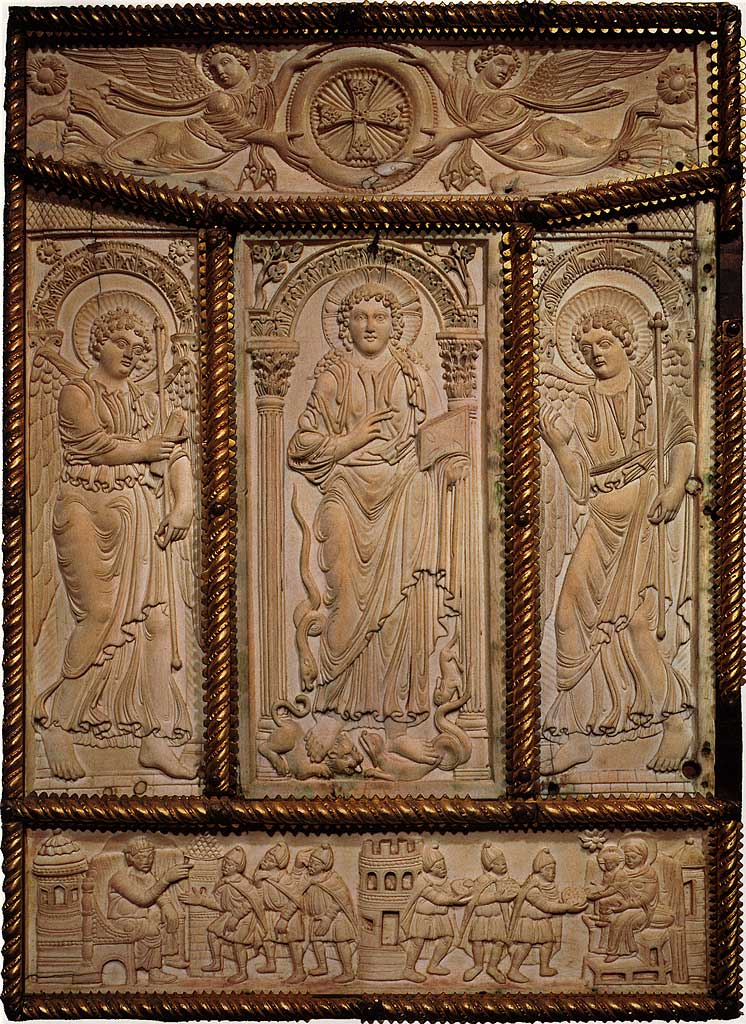
A kódex alsó fedele, Museo Sacro, Vatikáni Múzeum, Róma

A Batthyáneum egyik legnagyobb értékű kincse a híres Codex Aureus, a borjúbőrből készült pergamenre arany  tintával írott kódex neve a tinta színe  után Arany Kódex , amely a 800-as években íródott. Vásárlás útján Migazzi Kristóf Antal bécsi hercegérsekhez került a kódex részlete, amely a harmincéves háborúban kifosztott Heidelberg melletti Lorsch kolostorából hadizsákmányként érkezett Bécsbe. Tőle jutott 1782-ben Batthyány Ignác erdélyi püspök gyulafehérvári könyvtárába, amelynek egyik legértékesebb kincsévé vált.  A nagyon értékes karoling evangeliárum (többnyire díszes kivitelű könyv, amely a misén felolvasásra kerülő evangeliumi szövegeket tartalmazza), a középkori könyvfestészet remeke.  Ma a gyulafehérvári Batthyáneumban található kódex részlet Máté és Márk evangéliumát tartalmazza.

## Története
Nagy Károly halála után a kódexet a hesseni Lorsch kolostorának adományozták. Innen a történelem viharai során négy részre válva, három városba és négy múzeumba kerültek a kódex részei. Jelenleg a felső fedél a londoni Victoria and Albert Museumban található, az alsó fedele a vatikáni Sacro Museo-ba került, Máté és Márk evangéliumának szövegrészeit a romániai gyulafehérvári Batthyaneumban, míg Lukács és János szövegrészeit a vatikáni Apostoli Könyvtárban őrzik.
A kommunista Romániában ez a kódex volt az ország nemzetközi kölcsöneinek fedezete. A román hatalom, az 1960-ban elkobzott könyvtárat ugyanis teljes egészében magáénak tekintette, amelyet először a Román Akadémia, majd a nemzeti könyvtár részlegének nyilvánított.

## Kódex lapok

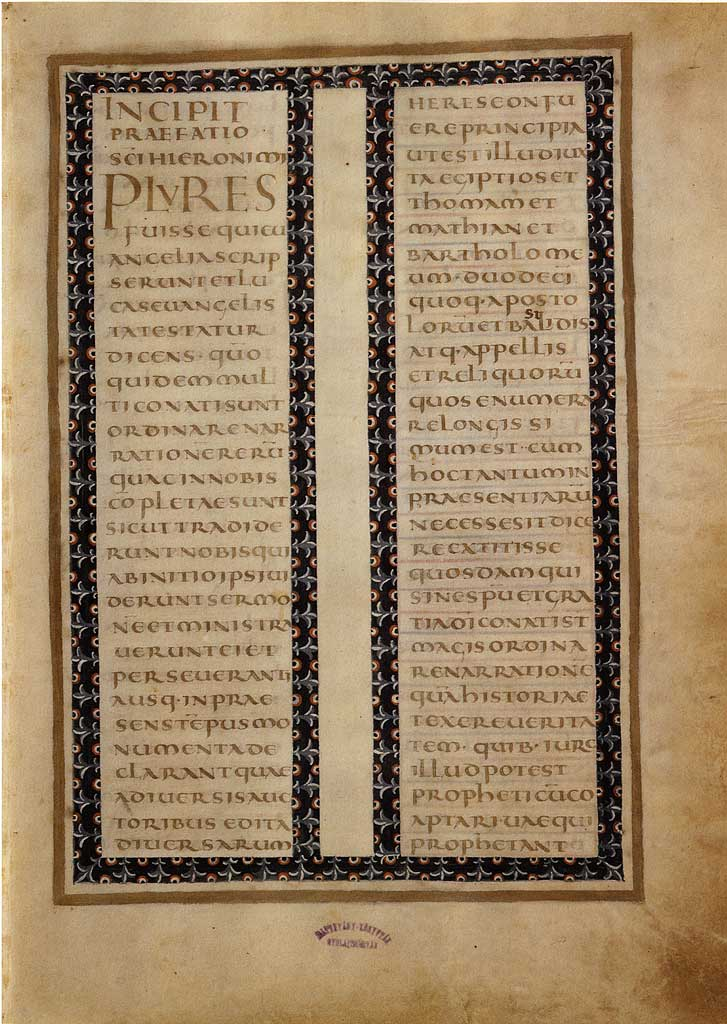
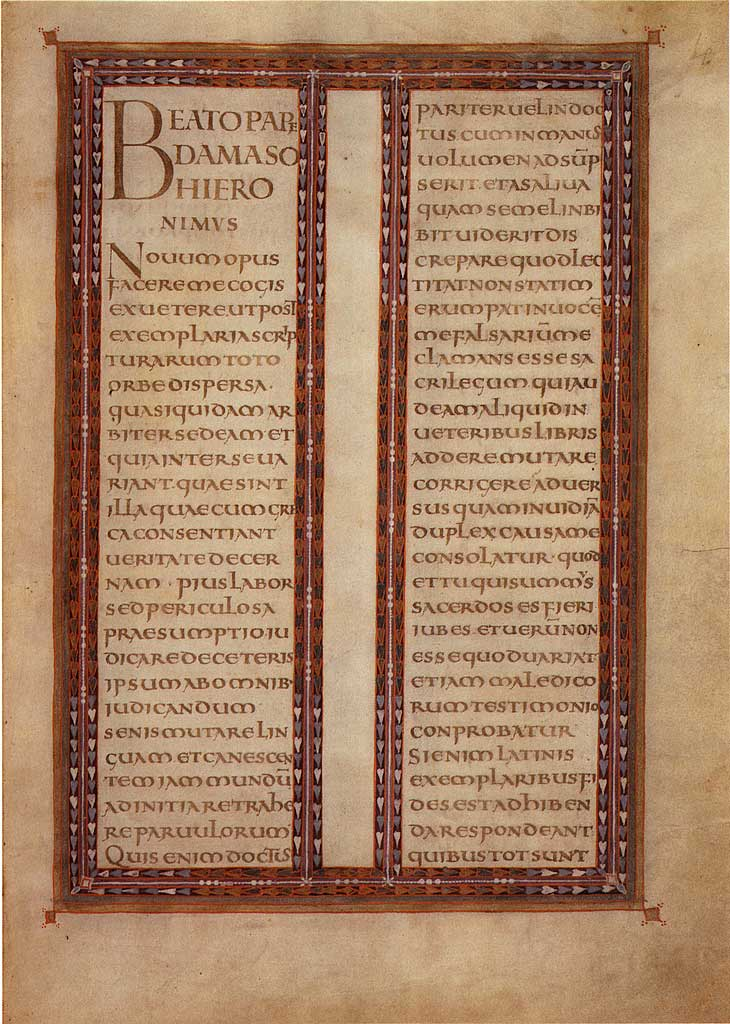
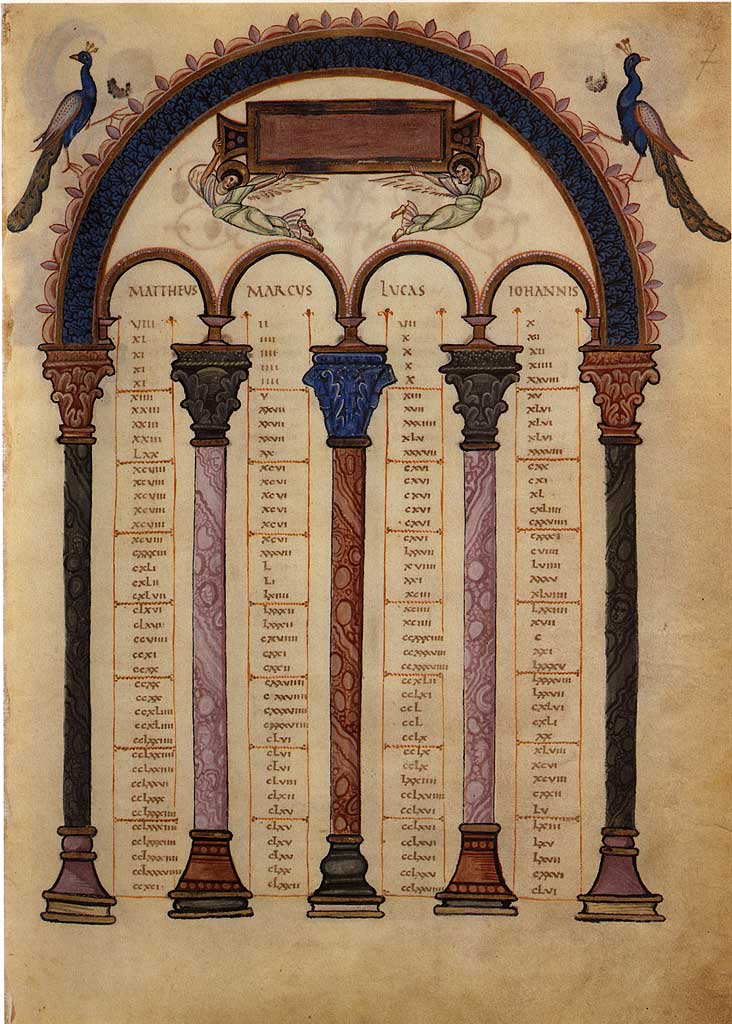
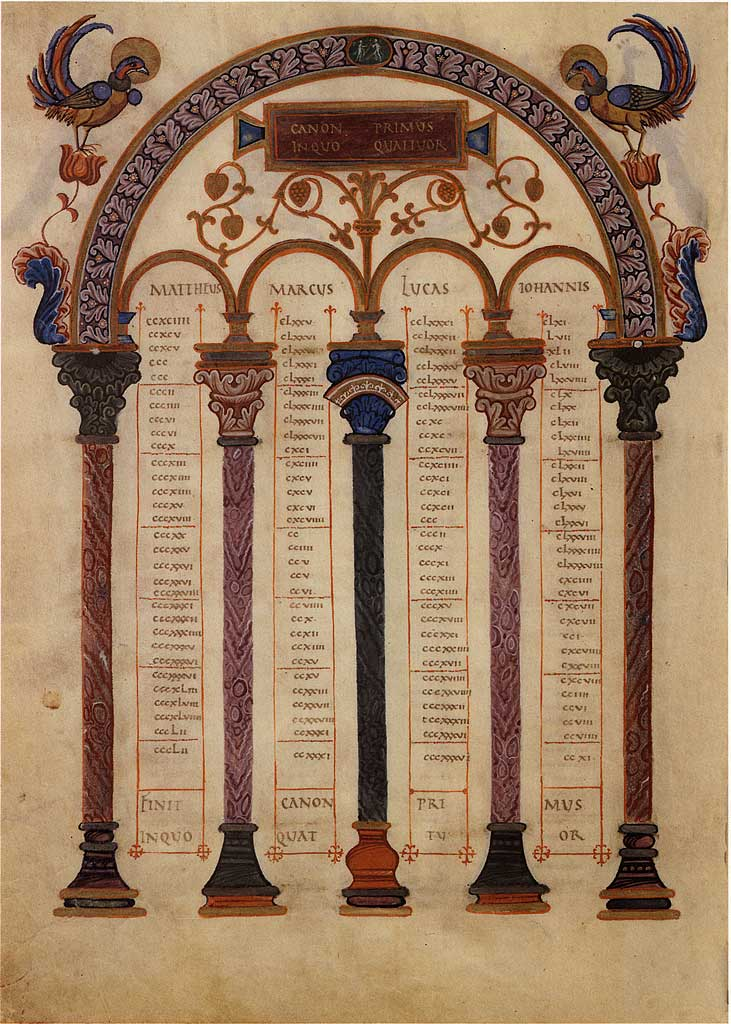
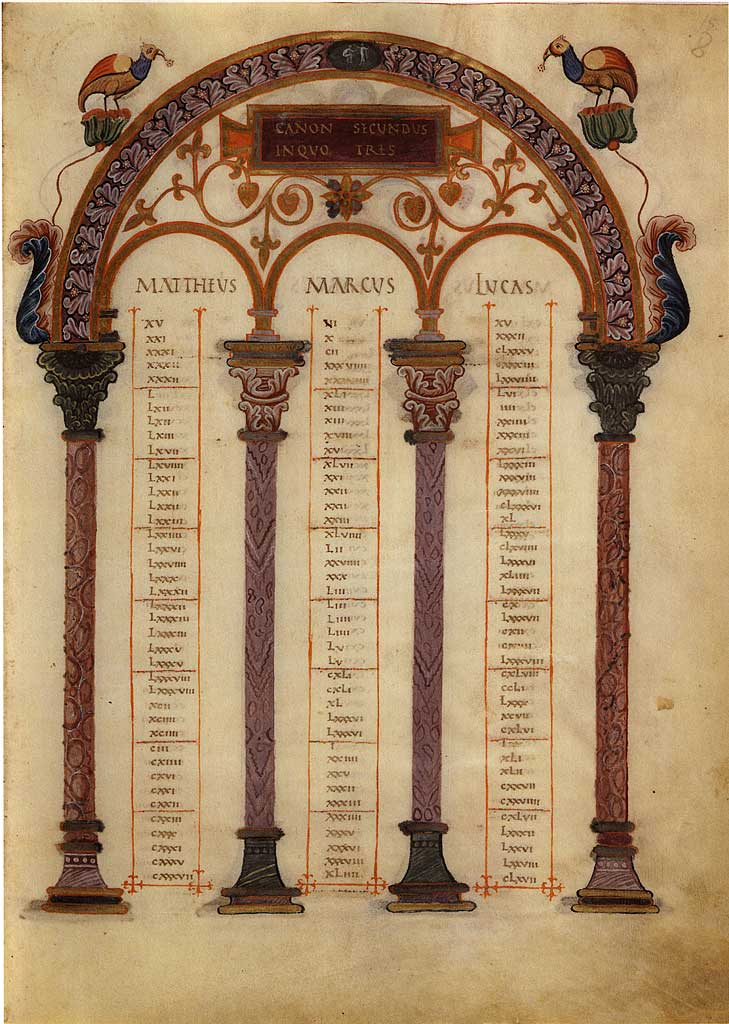
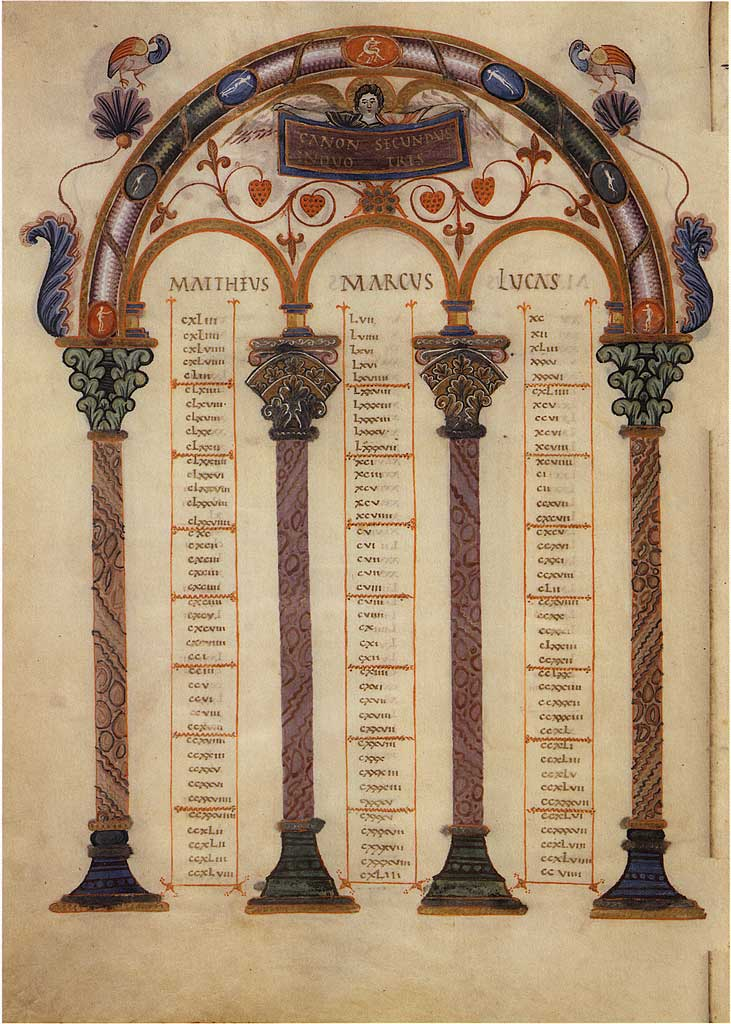
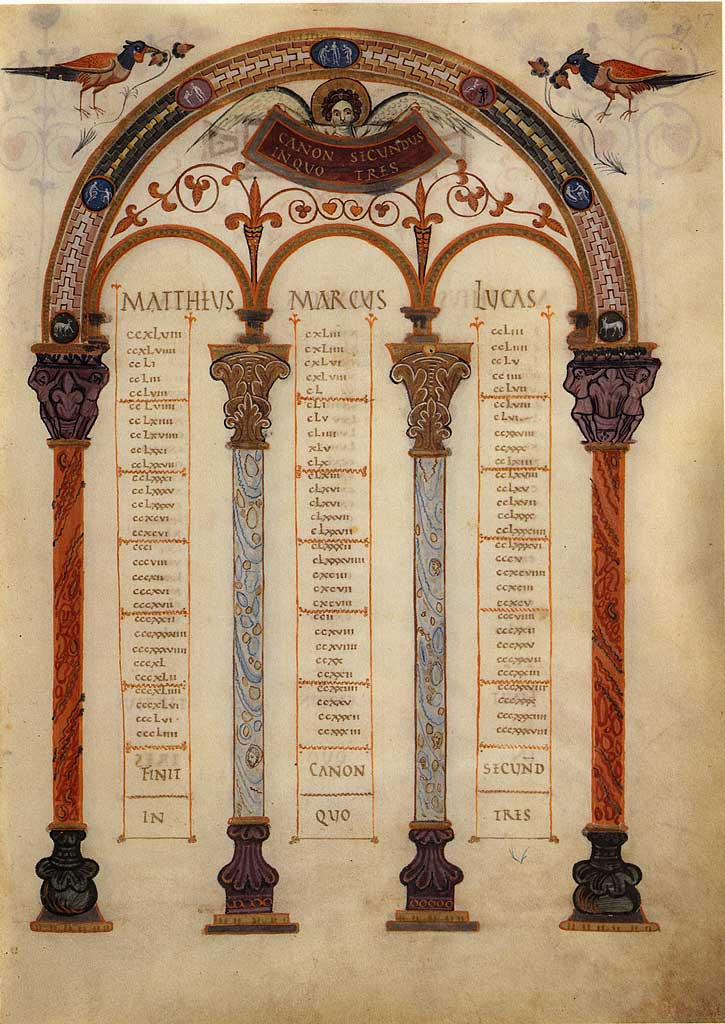
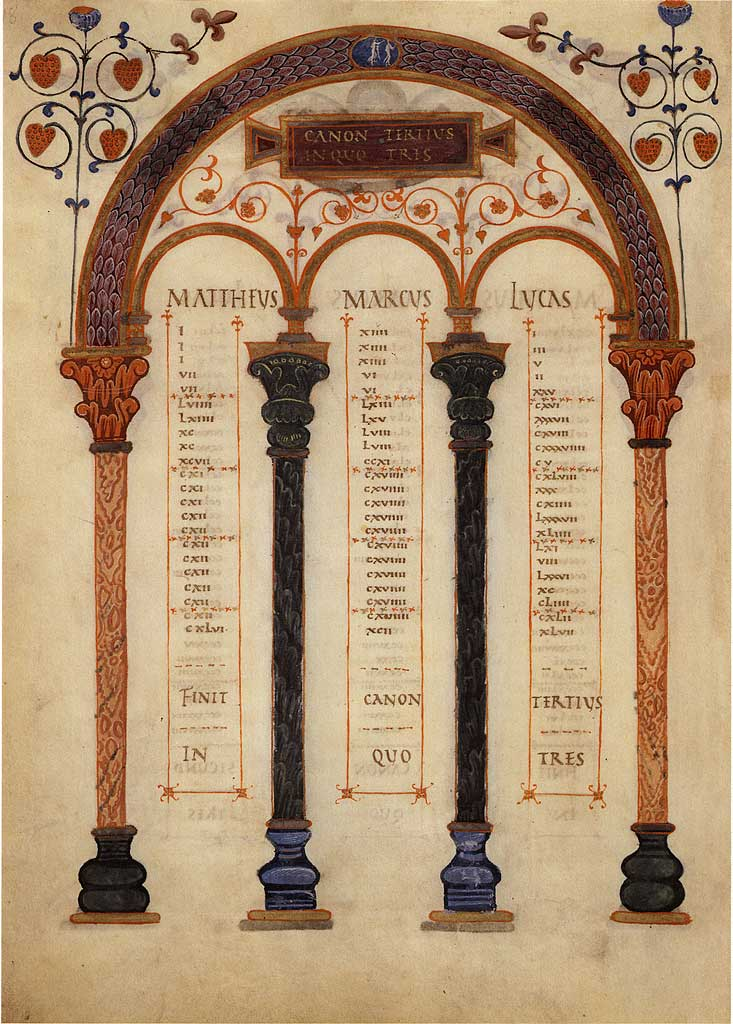
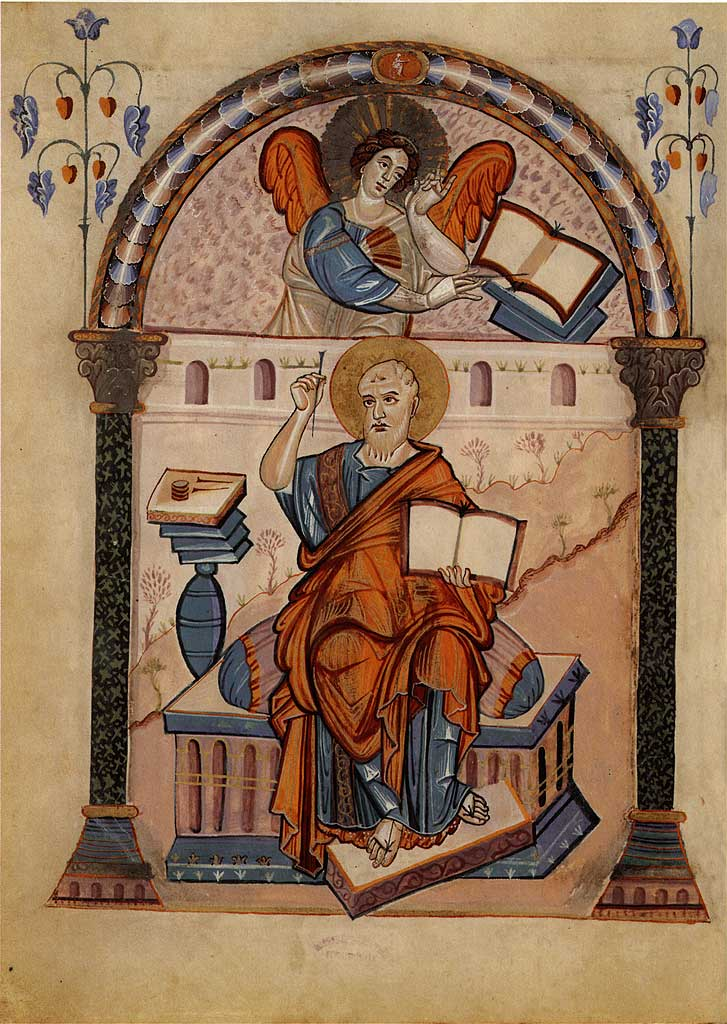
Máté
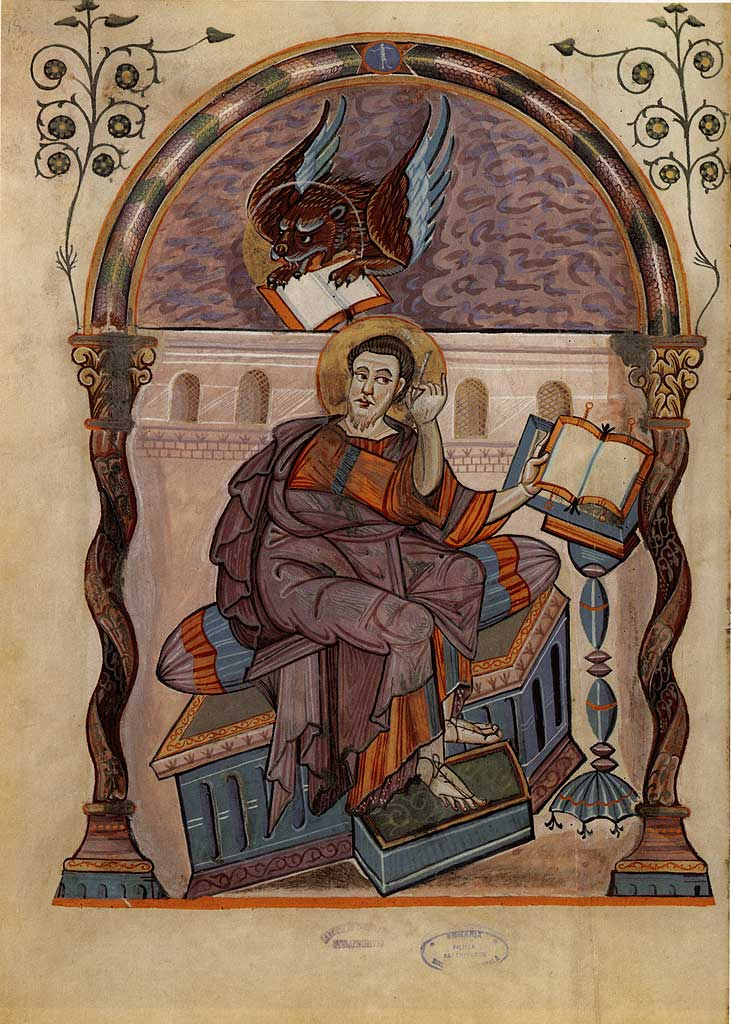
Márk
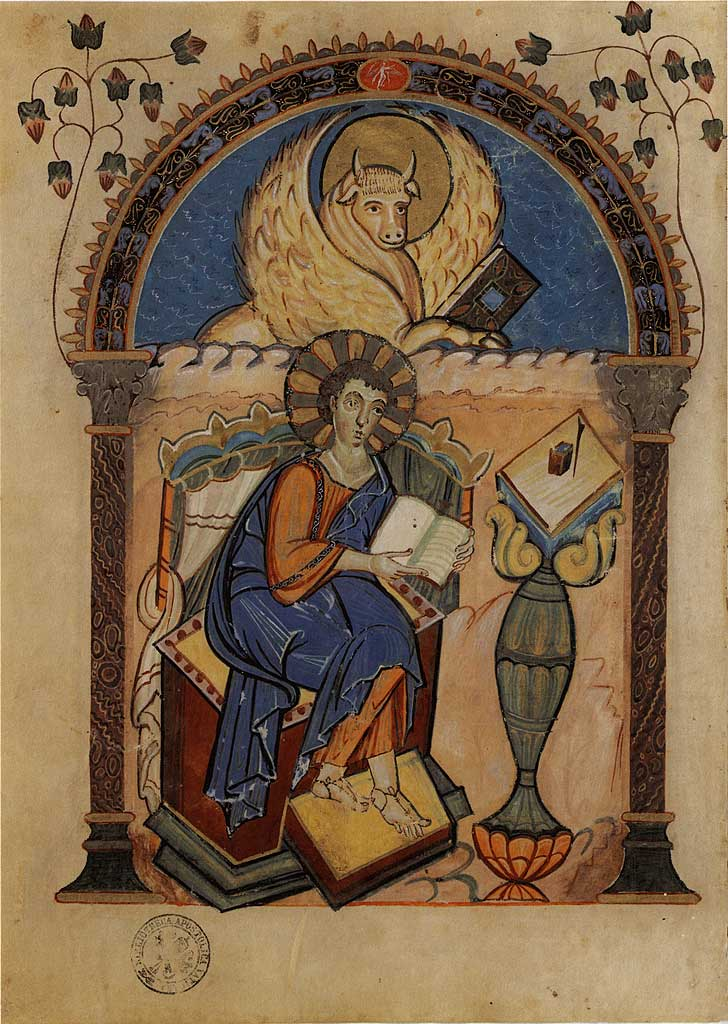
Lukács
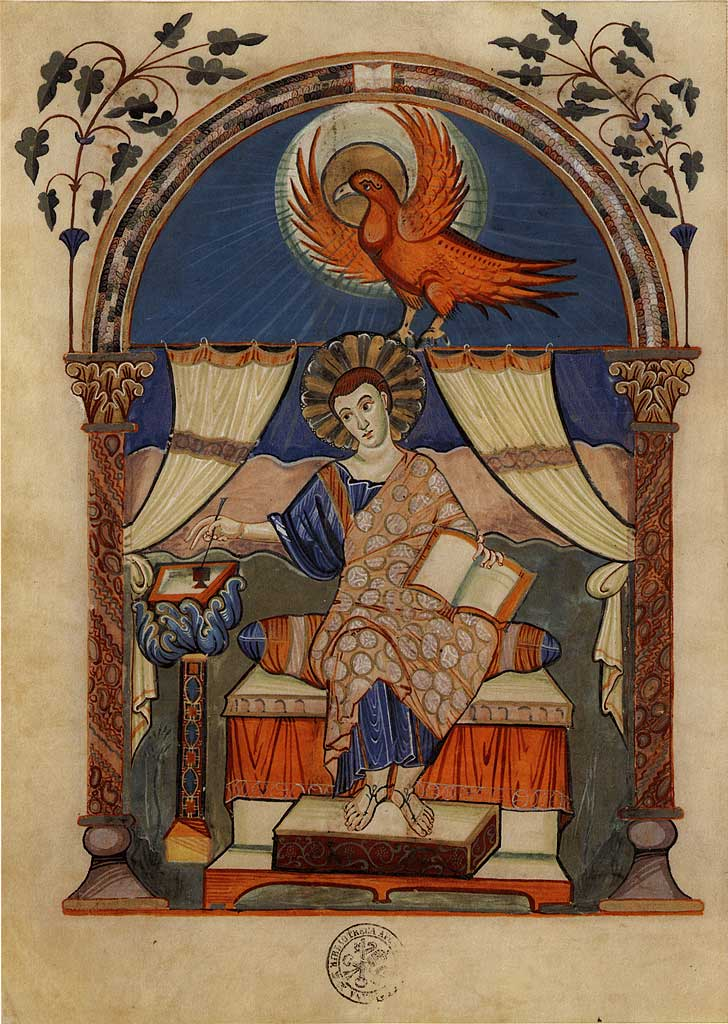
János
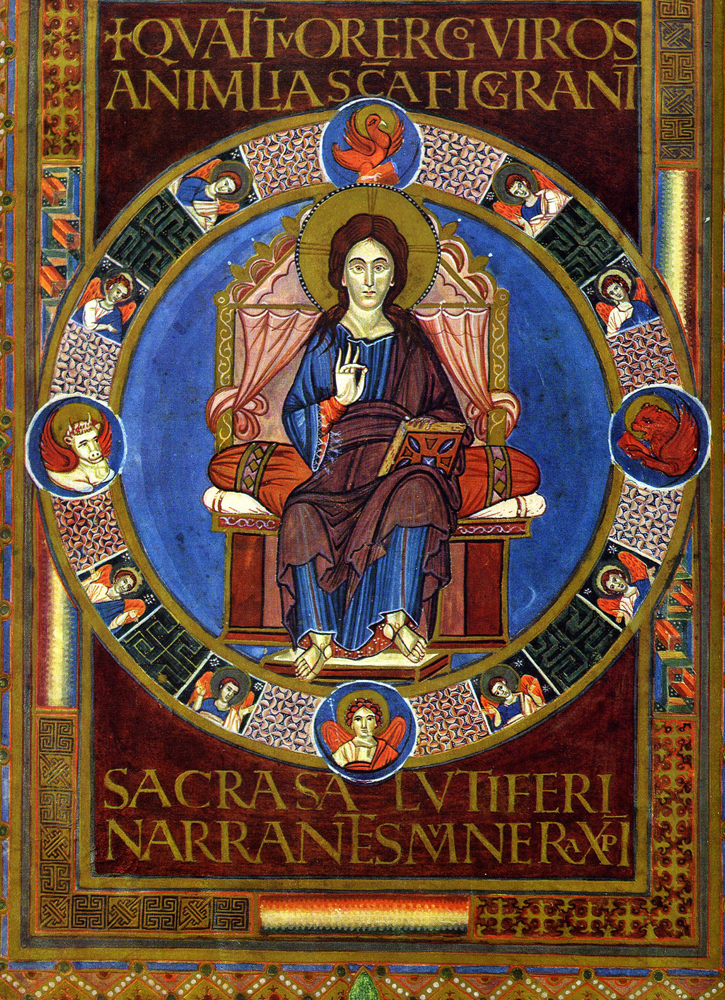
Krisztus